# TDRS-5
O TDRS-5, também conhecido por TDRS-E, é um satélite de comunicação geoestacionário estadunidense construído pela TRW. Ele está localizado na posição orbital de 174 graus de longitude oeste e é operado pela NASA. O satélite tinha uma expectativa de vida útil estimada de 10 anos.

## Lançamento
O satélite foi lançado com sucesso ao espaço no dia 02 de agosto de 1991, às 15:02:00 UTC,  abordo do ônibus espacial Atlantis, durante a missão STS-43 a partir do Centro Espacial Kennedy, na Flórida, EUA. Ele tinha uma massa de lançamento de 2268 kg.